# Duma orășenească a Chișinăului

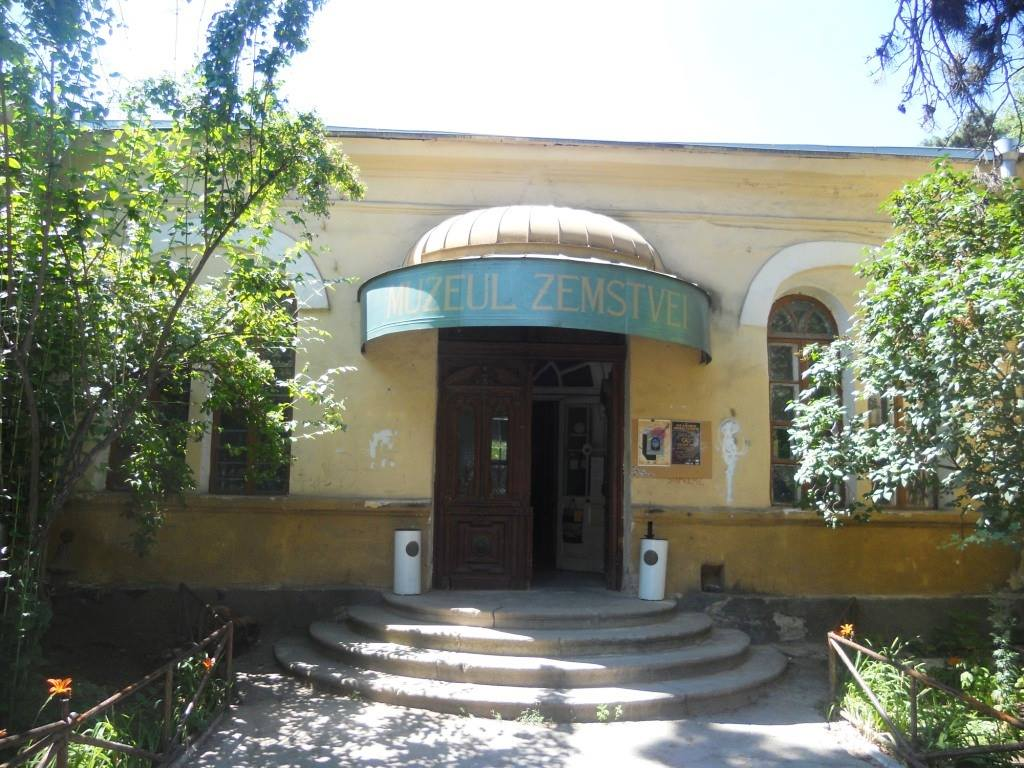
Muzeul zemstvei din Chișinău.

Duma Chișinăului (în rusă Городская дума Кишинёва), în perioda anilor 1818–1917/1918, a reprezentat organul reprezentativ de autoguvernare (consiliul local) care a funcționat în Chișinăul țarist. Membrii dumei erau, de obicei, persoane de clasă ale orașului din acea perioadă. Adunarea consta dintr-un primar, cinci membri publici și un funcționar. Organul executiv al dumei orășenești a fost „Uprava” (departamentul de poliție). Consiliul era amplasat într-o clădire aflată la colțul străzii Aleksandrovskaia (acum bd. Ștefan cel Mare și Sfânt) și Sinadino (acum str. Vlaicu Pîrcălab).
Duma a fost fondată în 1818, și aleasă (la început) din rândul a cinci reprezentanți ai diferitelor naționalități: moldoveni, ruși, bulgari, greci și evrei. În același an, a fost ales primul primar – căpitanul moldovean Angel Nour. În martie 1871, la Chișinău a fost introdus un nou departament. Duma a devenit „apatridă”, membrii ei fiind aleși cu prevalență din rândul comercianților și nobililor.
Membrii Dumei erau aleși pentru un mandat de 4 ani. Înființată în 1871, noua Dumă, spre deosebire de cea veche, a avut un domeniu mai larg de activitate și avea resurse mai substanțiale. Ea era responsabilă de treburile administrative și economice ale orașului (comerț, industrie, venituri și terenuri urbane), rezolva cazurile în litigiu ale rezidenților, supraveghea primirea impozitelor și taxelor, forma bugetul anual al orașului, aprobat de guvernator.
Principalele surse de venit, pe care le percepea consiliul, erau încasările de la întreprinderile industriale, din comerț, taxele comercianților pentru dreptul de comerț, chiria pentru terenuri urbane, taxele din grădini, podgorii și hoteluri. Majoritatea veniturilor erau destinate întreținerii organelor administrative din oraș, a poliției și închisorilor. Atât Dama, cât și „Uprava” nu aveau autoritate deplină asupra economiei urbane. Oricare dintre deciziile lor puteau fi răsturnată de guvernatorul Basarabiei.
Duma a fost dizolvată prin hotărârea „Consiliului muncitorilor și a soldaților de la Chișinău” la 1 (14) ianuarie 1918. 

## Legături externe
- Duma orășenească din Chișinău Arhivat în 22 iunie 2020, la Wayback Machine. 23.03.2016, OrașulMeu
- Duma orășenească (Городская Дума) la MuseumBlogspot